# Kodeks 0147
Kodeks 0147 (Gregory-Aland no. 0147) ε 38  (Soden) – grecki kodeks uncjalny Nowego Testamentu na pergaminie, paleograficznie datowany na VI wiek. Nieznane jest obecne miejsce przechowywania rękopisu.

## Opis
Do dziś zachowała się jedna karta kodeksu (32 na 24 cm) z tekstem Ewangelii Łukasza (6,23-35).
Tekst pisany jest dwoma kolumnami na stronę, w 24 linijkach w kolumnie.

## Tekst
Tekst kodeksu reprezentuje mieszaną tradycję tekstualną. Kurt Aland zaklasyfikował go do kategorii III.

## Historia
Kodeks datowany jest na VI wiek.
Rękopis był widziany w Kubbat al-Chazna, w Damaszku, obecne miejsce jego przechowywania jest nieznane.